# Jampa Tashi
Jampa Tashi (1618-1684) was een Tibetaans geestelijke.
Hij was de drieënveertigste Ganden tripa van 1675 tot 1681 en daarmee de hoofdabt van het klooster Ganden en hoogste geestelijke van de gelugtraditie in het Tibetaans boeddhisme.